# Caza (juridiction)
Pour les articles homonymes, voir Caza, Kaza et Gaza (homonymie).
Caza, Cadalik, Qadaa, Qazaa ou Gaza est un mot d'origine arabe (قضاء qaḍāʾ, qɑˈd̪ˤɑːʔ, pluriel أقضية aqḍiyah ˈɑqd̪ˤijɑ ; kaza) signifiant, littéralement, juridiction.

## Description
Le caza était une division administrative :
- de deuxième niveau en Syrie (appelée aujourd'hui mantiqah), au Liban et en Irak ;
- de troisième niveau dans l'Empire ottoman et en Jordanie.

Dans l'organisation administrative ottomane, la caza était une unité administrative de troisième niveau : elle constituait une subdivision des sandjak et regroupait, en général, une ville et les villages environnants. La caza était soumise à la juridiction d'un juge - le cadi - siégeant dans un tribunal (Mahkeme) et gouvernée par un kaymakam. La République Turque conserva le terme mais le remplaça, en 1924, par celui d'ilçe.

### Liban
Au Liban, il y a 25 cazas qui dépendent de 9 muhafazahs :